# آلکسی مکلا
آلکسی مَکِلَه (به فنلاندی: Aleksi Mäkelä) (زادهٔ ۲۰ نوامبر ۱۹۶۹) کارگردان اهل کشور فنلاند است که گاهی نیز به بازیگری می‌پردازد. وی علاوه بر سینما، در حوزهٔ تلویزیون نیز فعال بوده است.
از فیلم‌های او می‌توان به پسران بد، هلسینکی و ماتی: جهنم برای قهرمانان اشاره کرد.

## زندگی شخصی
پدرش که «وِسا مکله» (تولد:۱۹۴۷؛ مرگ:۲۰۰۳) نام داشت نیز بازیگر بود.